# Lamborghini Estoque
Lamborghini Estoque (əsˈtɔk) — концепт-кар, виготовлений італійським автовиробником Lamborghini. На відміну від більшості моделей «Ламборґіні», які є двомісними спортивними автомобілями, Estoque — це 4-дверний седан. Вперше був представлений 2008 року на Паризькому автосалоні.

## Характеристики
Estoque є першим автомобілем «Ламборґіні» з переднім розташуванням двигуна з часів моделі LM002 та позиціонується як «концептуальний 4-дверний седан за 230 000 USD». Прототип обладнаний 5,2-літровим двигуном V10, потужністю 412 кВт (560 к.с.), хоча бренд-директор «Ламборґіні», Манфред Фіцджеральд, висловив припущення, що цей двигун можна замінити на модифікацію V8, V12 або, навіть, на гібридний чи турбо-дизельний двигун. Як і більшість сучасний моделей, Lamborghini Estoque має повний привід на чотири колеса.

## Назва
За традицією «Ламборґіні», модель Estoque отримала назву, пов'язану з коридою: есток (estoque) — це тип меча, який використовують матадори.

## Чутки щодо виробництва
22 березня 2009 року з'явилися чутки про скасування виробництва Lamborghini Estoque. Проте керівництво «Ламборґіні» заявило, що розробка моделі ще не досягла стадії планування виробництва, а рішення про виробництво вони відклали з маркетингових міркувань. Пізніше голова «Ламборґіні», Стівен Вінкельманн визнав, що, хоча така реакція ринку на модель Estoque і вказує на потенційні ринкові можливості для 4-дверної Lamborghini та розвитку лінійки Lamborghini поза ринком суперкарів, компанія «Ламборґіні» не має ніяких планів щодо серійного виробництва Lamborghini Estoque, який є лише концепт-каром.